# Roy Talsma
Roy Talsma (Velp, 31 augustus 1994) is een Nederlands voetballer die doorgaans speelt als spits. In juli 2024 verruilde hij DTS Ede voor VVA Achterberg.

## Clubcarrière
Talsma speelde in de jeugd van ESA Rijkerswoerd en werd in 2007 opgenomen in de opleiding van profclub Vitesse. In 2014 werd bekendgemaakt dat zijn aflopende verbintenis niet verlengd zou worden. Hierop werd de transfervrije spits samen met teamgenoot Tom Beissel overgenomen door Telstar. Op 15 augustus debuteerde de aanvaller. Op die dag verloor Telstar in eigen huis met 1–2 van Roda JC en Talsma viel zes minuten voor tijd in voor Frank Korpershoek. In de thuiswedstrijd tegen RKC Waalwijk op 24 april 2015 scoorde Talsma zijn eerste doelpunt in het betaald voetbal. In maart 2015 werd bekendgemaakt dat zijn aflopende verbintenis bij Telstar niet verlengd zou worden. In april 2015 tekende Talsma bij zaterdagtopklasser GVVV in Veenendaal. In januari 2016 werd bekendgemaakt dat zijn aflopende verbintenis bij GVVV niet verlengd zou worden. In maart 2016 tekende Talsma bij zaterdag eersteklasser DUNO in Doorwerth. Bij deze club was hij zes seizoenen actief, voor hij verkaste naar DTS Ede. In de zomer van 2024 ging hij voor VVA Achterberg spelen.

## Clubstatistieken
| Seizoen | Club    | Competitie     | Competitie | Competitie | Beker | Beker | Internationaal | Internationaal | Totaal | Totaal |
| Seizoen | Club    | Competitie     | Wed.       | Dlp.       | Wed.  | Dlp.  | Wed.           | Dlp.           | Wed.   | Dlp.   |
| ------- | ------- | -------------- | ---------- | ---------- | ----- | ----- | -------------- | -------------- | ------ | ------ |
| 2014/15 | Telstar | Eerste divisie | 13         | 1          | 1     | 0     | —              | —              | 14     | 1      |
| Totaal  | Totaal  | Totaal         | 13         | 1          | 1     | 0     | 0              | 0              | 14     | 1      |